# Pavalds

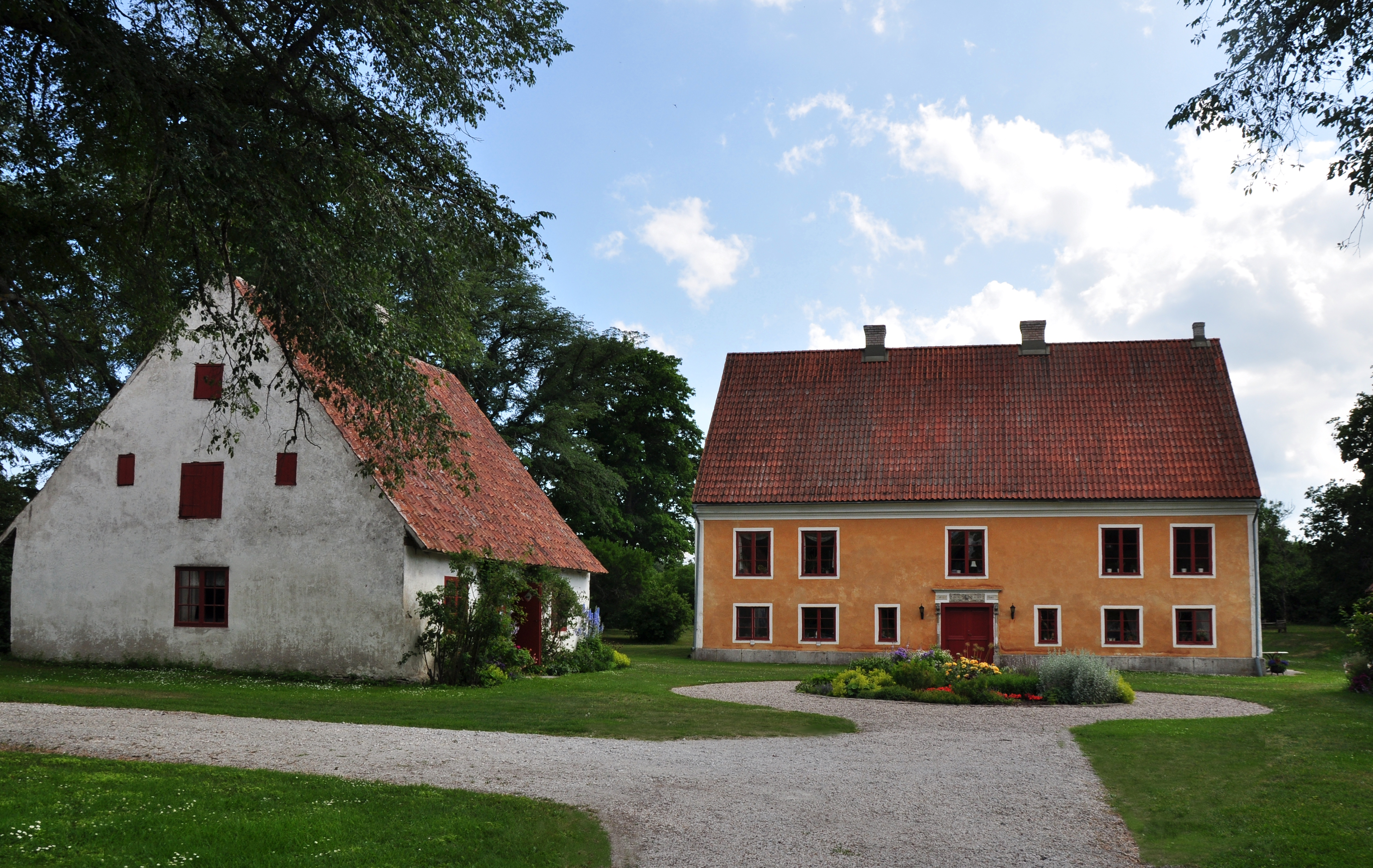
Mangården och en flygel

Pavalds eller Pavals är en herrgård på norra Gotland. Mangårdsbyggnaden anses vara ett av de ståtligaste stenhusen på norra Gotland, och härstammar från slutet av 1600-talet, då kalkpatronerna ofta byggde storslagna stenhus åt sig själva.
Pavalds är byggt i omgångar. Den första delen är antagligen en parstuga, som under årens lopp byggts ut. När övervåningen byggdes cirka 1816 återanvändes 1700-talets branta takstolar.